# 심야의 방문객
"심야의 방문객"은 1970년 공개된 대한민국의 영화이다.

## 배역
- 최무룡
- 김창숙
- 박병호
- 정재순
- 김동원
- 이용
- 장혁
- 김신재
- 지계순
- 석인수
- 최창호
- 김기범
- 금사랑
- 백남봉
- 임해림
- 조덕성
- 송상균
- 김소저
- 박예숙
- 김경란
- 성소민
- 임생출
- 이백
- 서수남